# Liste der Biografien/Pha
Liste der Biografien |
Portal Biografien |
Personensuche
# |
A |
B |
C |
D |
E |
F |
G |
H |
I |
J |
K |
L |
M |
N |
O |
P |
Q |
R |
S |
T |
U |
V |
W |
X |
Y |
Z |
?
 
Pa |
Pc |
Pe |
Pf |
Ph |
Pi |
Pj |
Pk |
Pl |
Pm |
Pn |
Po |
Pr |
Ps |
Pt |
Pu |
Pv |
Pw |
Py
 
Pha |
Phe |
Phi |
Phl |
Pho |
Phr |
Phu |
Phy
Die Liste der Biografien führt alle Personen auf, die in der deutschsprachigen Wikipedia einen Artikel haben. Dieses ist eine Teilliste mit 172 Einträgen von Personen, deren Namen mit den Buchstaben „Pha“ beginnt.

## Pha
- Pha Aphay, Silina (* 1996), laotische Sprinterin
- Pha Dampa Sanggye († 1117), buddhistischer Mahasiddha
- Pha Mueang, thailändischer Adeliger und Feldherr

### Phab
- Phabongkha Dechen Nyingpo (1878–1941), tibetischer Geistlicher der Gelug-Schule, Phabongkha Rinpoche

### Phac
- Phace, deutscher Drum-and-Bass-Produzent
- Phachsay, Supachai (* 1984), thailändischer Leichtathlet

### Phae
- Phaedrus, römischer Fabeldichter
- Phaeinis, argivische Priesterin
- Phaeton, Matthias (* 2000), französischer Fußballspieler

### Phag
- Phagan, Mary (1899–1913), US-amerikanisches Mordopfer
- Phagmodrupa Dorje Gyelpo (1110–1170), Gründer des Phagdru-Kagyü-Schulrichtung des tibetischen Buddhismus (Vajrayana)

### Phai
- Phai, Phongsathon (* 1982), thailändischer Sänger
- Phaiax, attischer Politiker
- Phaidon von Elis, antiker Philosoph
- Phaidros, Freund des Sokrates
- Phainarete, griechische Philosophenmutter
- Phainias von Eresos, griechischer Philosoph
- Phainippos, Archon von Athen
- Phair, Casey (* 2007), südkoreanische Fußballspielerin
- Phair, Liz (* 1967), amerikanische Rock-SängerinLiz Phair (* 1967)

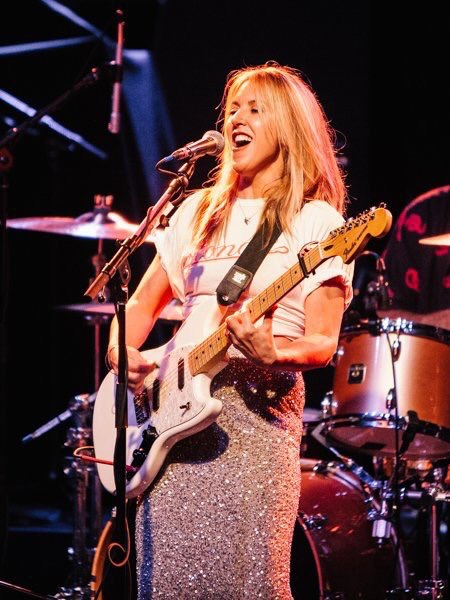
Liz Phair (* 1967)

- Phair, Venetia (1918–2009), britische Lehrerin, die den Namen für den Himmelskörper Pluto vorschlug
- Phaisan Pona (* 1982), thailändischer Fußballspieler und -trainer
- Phaitoon Phonbun (* 1975), thailändischer Snookerspieler

### Phaj
- Phajo Druggom Shigpo, Vertreter der Drugpa-Kagyü-Schule in Bhutan

### Phak
- Phakapon Boonchuay (* 2003), thailändischer Fußballspieler
- Phakeng, Mamokgethi (* 1966), südafrikanische Mathematikdidaktikerin und Hochschullehrerin
- Phakhawat Sapphaso (* 2005), thailändischer Fußballspieler
- Phakhinai Nammichai (* 1999), thailändischer Fußballspieler
- Phakoe, Ignatius (1927–1989), lesothischer römisch-katholischer Ordensgeistlicher und Bischof von Leribe
- Phakphum Kunkongmee (* 2004), thailändischer Fußballspieler

### Phal
- Phal, Léon (* 1991), französischer Jazz- und Fusionmusiker (Saxophon, Komposition)
- Phala, Thuso (* 1986), südafrikanischer Fußballspieler
- Phalaikos, griechischer Dichter
- Phalaikos, phokischer Feldherr
- Phalakon Wokiang (* 1994), thailändischer Fußballspieler
- Phalana, Victor Hlolo (* 1961), südafrikanischer Geistlicher, römisch-katholischer Bischof von Klerksdorp
- Phalaris, Herrscher von Akragas auf SizilienPhalaris

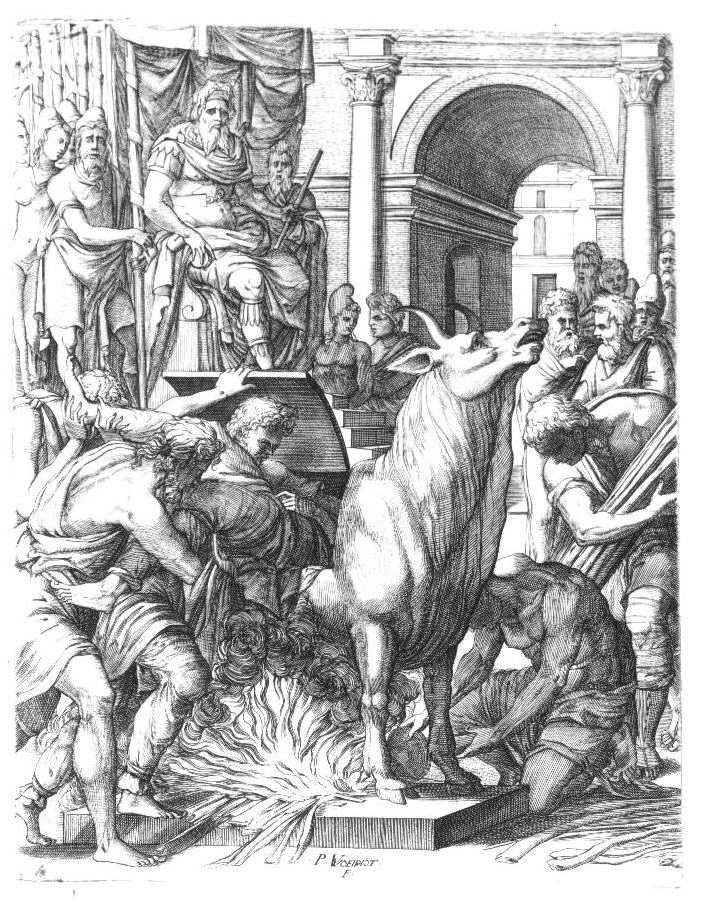
Phalaris

- Phaleas, vorsokratischer Philosoph
- Phalen, George (1911–1998), amerikanischer Orthopäde
- Phalèse, Pierre, flämischer Musikverleger
- Phalieros, Marinos, venezianisch-kretischer Dichter der Renaissance
- Phalke, Dhundiraj Govind (1870–1944), indischer Filmregisseur

### Pham
- Phạm Đình Tụng, Paul Joseph (1919–2009), vietnamesischer Geistlicher, Erzbischof von Hanoi und Kardinal der römisch-katholischen Kirche
- Phạm Hải Yến (* 1994), vietnamesische Fußballspielerin
- Phạm Lê Thảo Nguyên (* 1987), vietnamesische Schachspielerin
- Phạm Minh Mẫn, Jean-Baptiste (* 1934), vietnamesischer Erzbischof und Kardinal
- Phạm Ngọc Thạch (1909–1968), vietnamesischer Arzt, Diplomat und Politiker
- Phạm Quỳnh Giang (* 2002), vietnamesische Hochspringerin
- Phạm Thị Hồng Lệ (* 1998), vietnamesische Langstreckenläuferin
- Phạm Tuấn Hải (* 1998), vietnamesischer Fußballspieler
- Pham Van Lôc, Alexis (1919–2011), vietnamesischer Geistlicher, römisch-katholischer Bischof von Kontum
- Phạm Văn Luân (* 1999), vietnamesischer Fußballspieler
- Pham Van Nâm, Louis (1919–2001), vietnamesischer katholischer Bischof
- Phạm Văn Sau (* 1939), südvietnamesischer Radrennfahrer
- Pham, Anathan (* 1999), australischer E-Sportler
- Pham, Ariane Widmer (* 1959), Schweizer Architektin und Raumplanerin
- Phạm, Bình Minh (* 1959), vietnamesischer Politiker
- Phạm, Cao Cường (* 1996), vietnamesischer Badmintonspieler
- Phạm, Cự Lạng (944–984), vietnamesischer General zur Zeit der Đinh- und Früheren Lê-Dynastie
- Pham, David (* 1967), vietnamesisch-amerikanischer Pokerspieler
- Phạm, Duy (1921–2013), vietnamesischer Komponist
- Pham, Frédéric (* 1938), französisch-vietnamesischer Mathematiker
- Phạm, Gia Khiêm (* 1944), vietnamesischer Politiker
- Phạm, Hùng (1912–1988), vietnamesischer Freiheitskämpfer und Politiker
- Pham, Jenny (* 1992), deutsche Laiendarstellerin
- Phạm, Khuê (* 1982), deutsche Journalistin
- Pham, Linh Dan (* 1974), französisch-vietnamesische Schauspielerin
- Phạm, Lực (* 1943), vietnamesischer Maler
- Pham, Michael (* 1967), vietnamesisch-US-amerikanischer römisch-katholischer Geistlicher, Bischof von San Diego
- Phạm, Minh Chính (* 1958), vietnamesischer Politiker und PremierministerPhạm Minh Chính (* 1958)

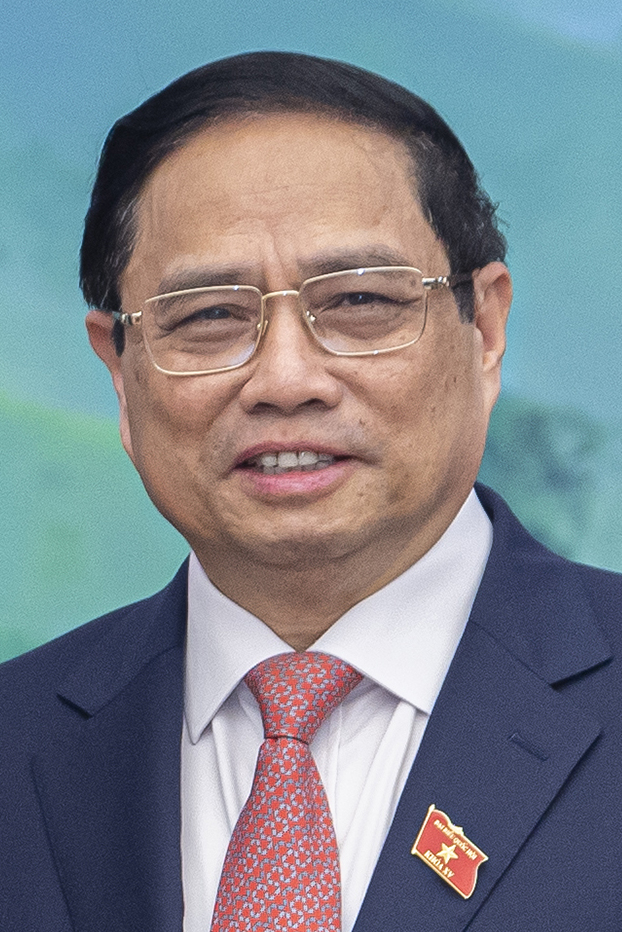
Phạm Minh Chính (* 1958)

- Phạm, Nhật Vượng (* 1968), vietnamesischer Unternehmer
- Phạm, Quỳnh (1892–1945), vietnamesischer profranzösischer Politiker
- Phạm, Thị Diễm (* 1990), vietnamesische Hochspringerin
- Phạm, Thị Hài (* 1989), vietnamesische Ruderin
- Pham, Thi Hoai (* 1960), vietnamesische Schriftstellerin und Übersetzerin
- Phạm, Thị Huệ (* 1996), vietnamesische Langstreckenläuferin
- Phạm, Thị Thảo (* 1989), vietnamesische Ruderin
- Phạm, Tuân (* 1947), vietnamesischer Kosmonaut, Pilot
- Phạm, Văn Đồng (1906–2000), vietnamesischer Freiheitskämpfer und PolitikerPhạm Văn Đồng (1906–2000)

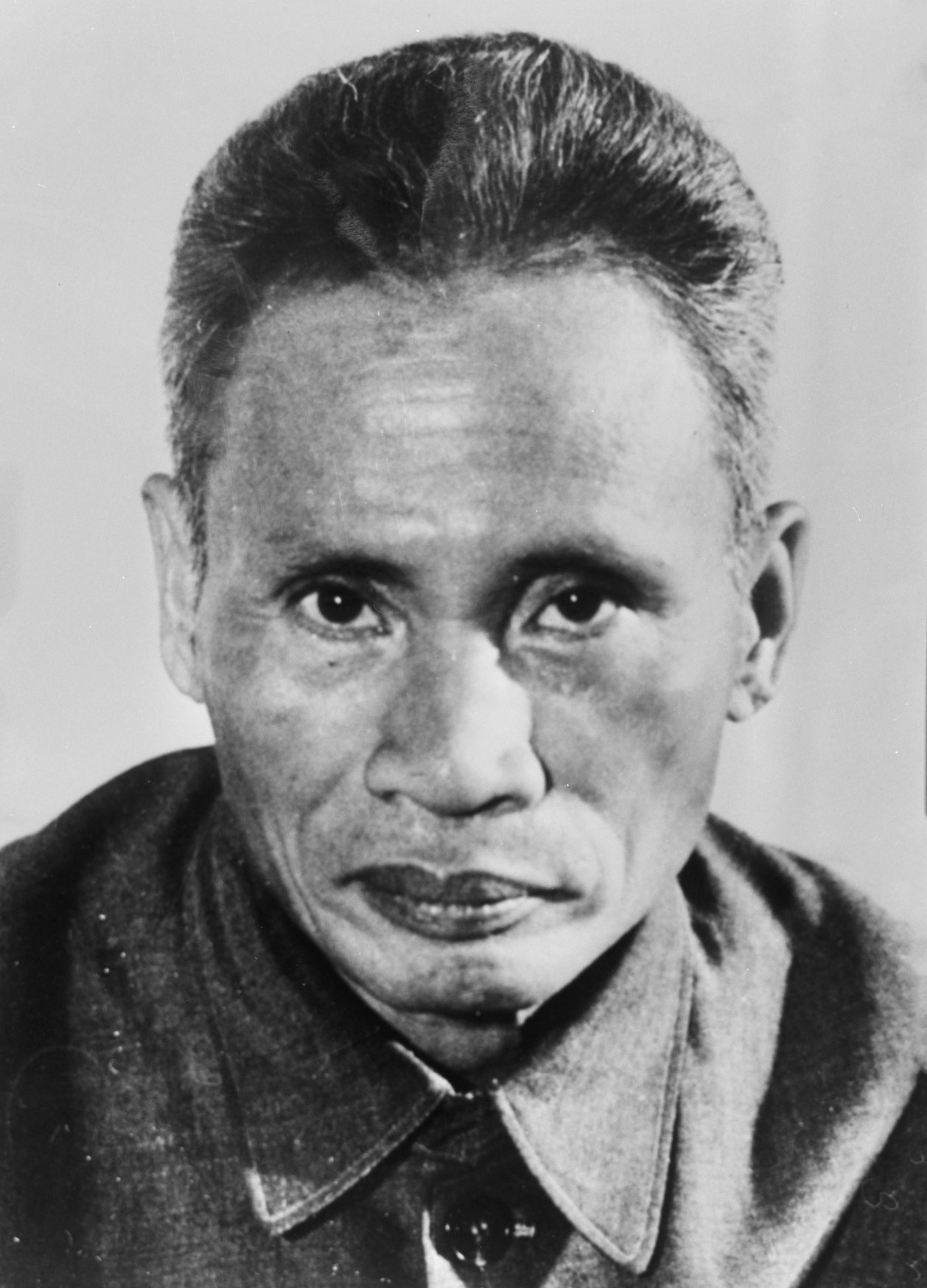
Phạm Văn Đồng (1906–2000)

- Phạm, Văn Lâm (* 1992), vietnamesischer Weitspringer
- Phạm, Vinh Quang (* 1965), vietnamesischer Diplomat
- Phamo, Sotero (* 1943), myanmarischer Geistlicher, emeritierter Bischof von Loikaw

### Phan
- Phan Bội Châu (1867–1940), vietnamesischer Intellektueller und Nationalist
- Phan Đình Phùng (1847–1896), vietnamesischer Mandarin und Guerilla
- Phan Khắc Hoàng (* 1996), vietnamesischer Hürdenläufer
- Phan Khắc Sửu (1893–1970), südvietnamesischer Politiker
- Phan Thanh Bình (* 1995), vietnamesischer Leichtathlet
- Phan Thanh Giản (1796–1867), vietnamesischer Politiker, Historiker, Neo-Konfuzianismus-Philosoph und Diplomat
- Phan Văn Khải (1933–2018), vietnamesischer Politiker, Premierminister von Vietnam (1997–2006)
- Phan, Châu Trinh (1872–1926), vietnamesischer Intellektueller und Nationalist
- Phan, Đình Trạc (* 1958), vietnamesischer Politiker und Oberst der Sicherheitsbehörde
- Phan, John (* 1974), US-amerikanischer Pokerspieler
- Phan, P. Q. (* 1962), vietnamesischer Komponist
- Phan, Thanh Bình (* 1986), vietnamesischer Fußballspieler
- Phan, Thành Nam (* 1985), vietnamesischer Mathematiker
- Phan, Thị Kim Phúc (* 1963), kanadische UNESCO-Botschafterin vietnamesischer Herkunft
- Phan, Văn Giang (* 1960), vietnamesischer Politiker und General, Verteidigungsminister
- Phan, Văn Tài Em (* 1982), vietnamesischer Fußballspieler
- Phan-Thi, Minh-Khai (* 1974), deutsche Schauspielerin, Fernsehmoderatorin, Regisseurin und Drehbuchautorin vietnamesischer HerkunftMinh-Khai Phan-Thi (* 1974)

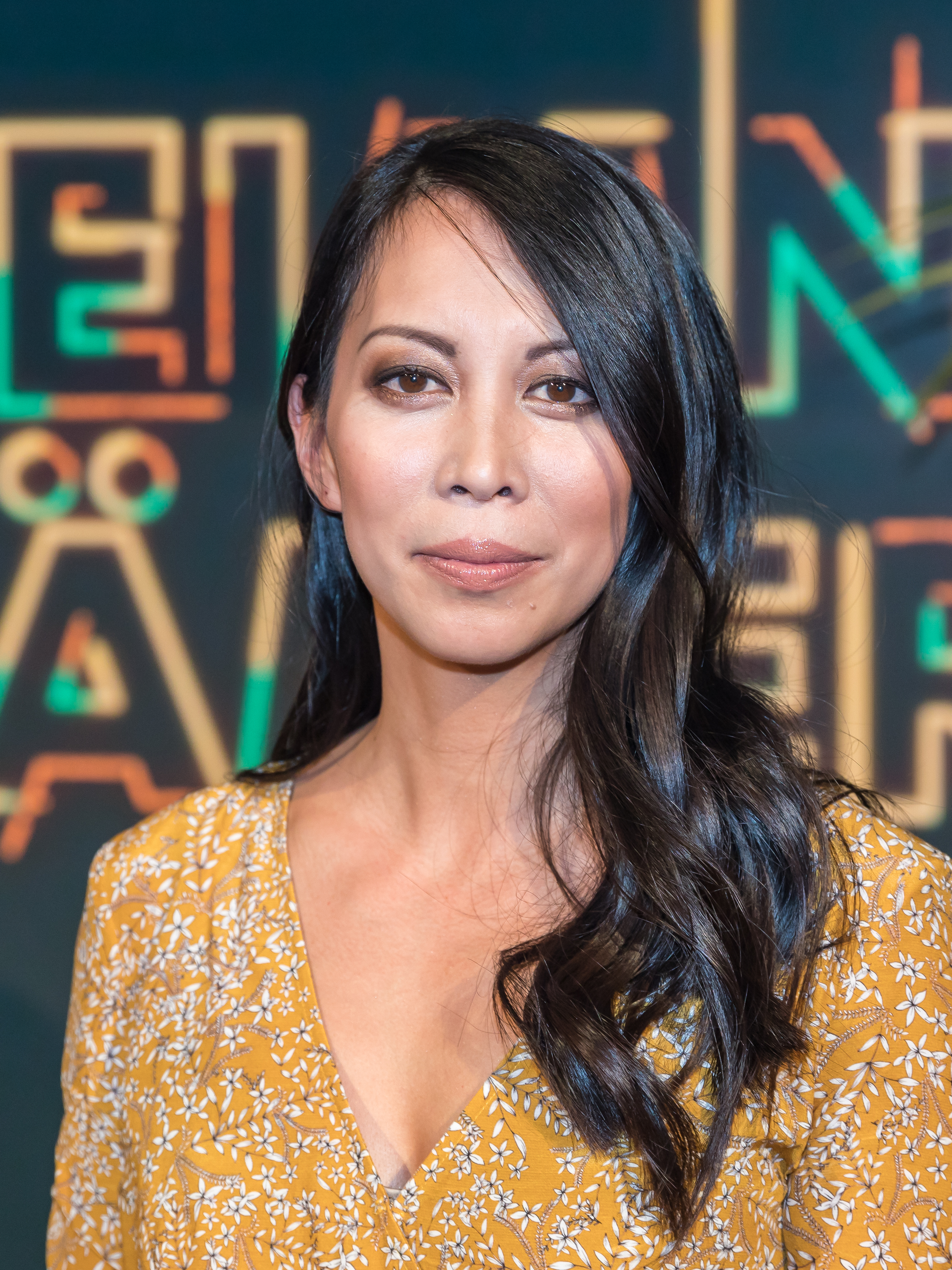
Minh-Khai Phan-Thi (* 1974)

- Phaneuf, Audrey (* 1996), kanadische Shorttrackerin
- Phaneuf, Dion (* 1985), kanadischer Eishockeyspieler
- Phaneuf, Madeleine (* 1995), US-amerikanische Biathletin
- Phang, Kegan (* 2006), singapurischer Fußballspieler
- Phanhthaxay, Sonexay (* 2001), laotischer Fußballspieler
- Phanna Rithikrai (1961–2014), thailändischer Filmregisseur, Drehbuchautor, Schauspieler und Stunt-Choreograf
- Phanni, jüdischer Hohepriester im Jerusalemer Tempel
- Phano, griechische Hetäre und Gegenstand eines Prozesses
- Phanodemos, attischer Lokalhistoriker
- Phanokles, griechischer Elegiker
- Phanthala, Margot (* 2007), französische Tennisspielerin
- Phanthamit Praphanth (* 2003), thailändischer Fußballspieler
- Phanthavong, Peter (* 2006), laotischer Fußballspieler
- Phanthawat Hatdonla (* 1996), thailändischer Fußballspieler
- Phanthaxay, Khamfeuang, laotischer Botschafter
- Phanthep Chotkawin (* 1991), thailändischer Fußballspieler
- Phanthep Juymanee (* 1992), thailändischer Fußballspieler
- Phanthog (1939–2014), chinesische Bergsteigerin
- Phanumek Palawec (* 2005), thailändischer Fußballspieler
- Phanuphong Phonsa (* 1994), thailändischer Fußballspieler
- Phanuwat Jinta (* 1987), thailändischer Fußballspieler
- Phanuwit Jitsanoh (* 2002), thailändischer Fußballspieler
- Phanyllis-Maler, attischer Vasenmaler

### Phao
- Phao Siyanon (1910–1960), thailändischer Heeres- und Polizeioffizier sowie Politiker

### Phap
- Phaphirom, Pitack (* 1999), thailändischer Fußballspieler

### Phar
- Pharadon Phatthaphon (* 2001), thailändischer Fußballspieler
- Pharaildis, römisch-katholische Heilige und Schutzpatronin von Gent
- Pharamond, Alexandre (1876–1953), französischer Rugbyspieler
- Pharanyu Uppala (* 1991), thailändischer Fußballspieler
- Pharaoh, Mark (1931–2020), britischer Diskuswerfer, Kugelstoßer und Hammerwerfer
- Pharaon, Henri (1898–1993), libanesischer Politiker und Geschäftsmann
- Pharaon, Michel (* 1959), libanesischer Politiker und Minister
- Pharaon, Rached (1910–1990), saudi-arabischer Politiker und Diplomat
- Pharmacist (* 2001), russischer Musikproduzent
- Pharmakis, Ioannis (1772–1821), griechischer Partisanenführer und Mitglied der Filiki Eteria
- Pharnabazos I., Satrap von Phrygien
- Pharnabazos II., persischer Satrap
- Pharnabazos III., persischer Flottenkommandant und Feldherr
- Pharnakes († 334 v. Chr.), persischer Adliger
- Pharnakes I., König von Pontos
- Pharnakes I., Wirtschaftsminister des Großkönigs Dareios I.
- Pharnakes II., Satrap von Phrygien
- Pharnakes II. († 47 v. Chr.), König des Bosporanischen Reiches
- Pharnapates († 39 v. Chr.), persischer Feldherr
- Pharnuches, persischer Dolmetscher Alexanders des Großen
- Pharo, Ingvild (* 1947), norwegische Kunsthistorikerin und Autorin
- Pharo, Miriam (* 1966), französischstämmige Science-Fiction-Autorin
- Pharoah, Ashley (* 1959), britischer Drehbuchautor
- Pharoah, Jay (* 1987), US-amerikanischer Schauspieler und Stand-up-ComedianJay Pharoah (* 1987)

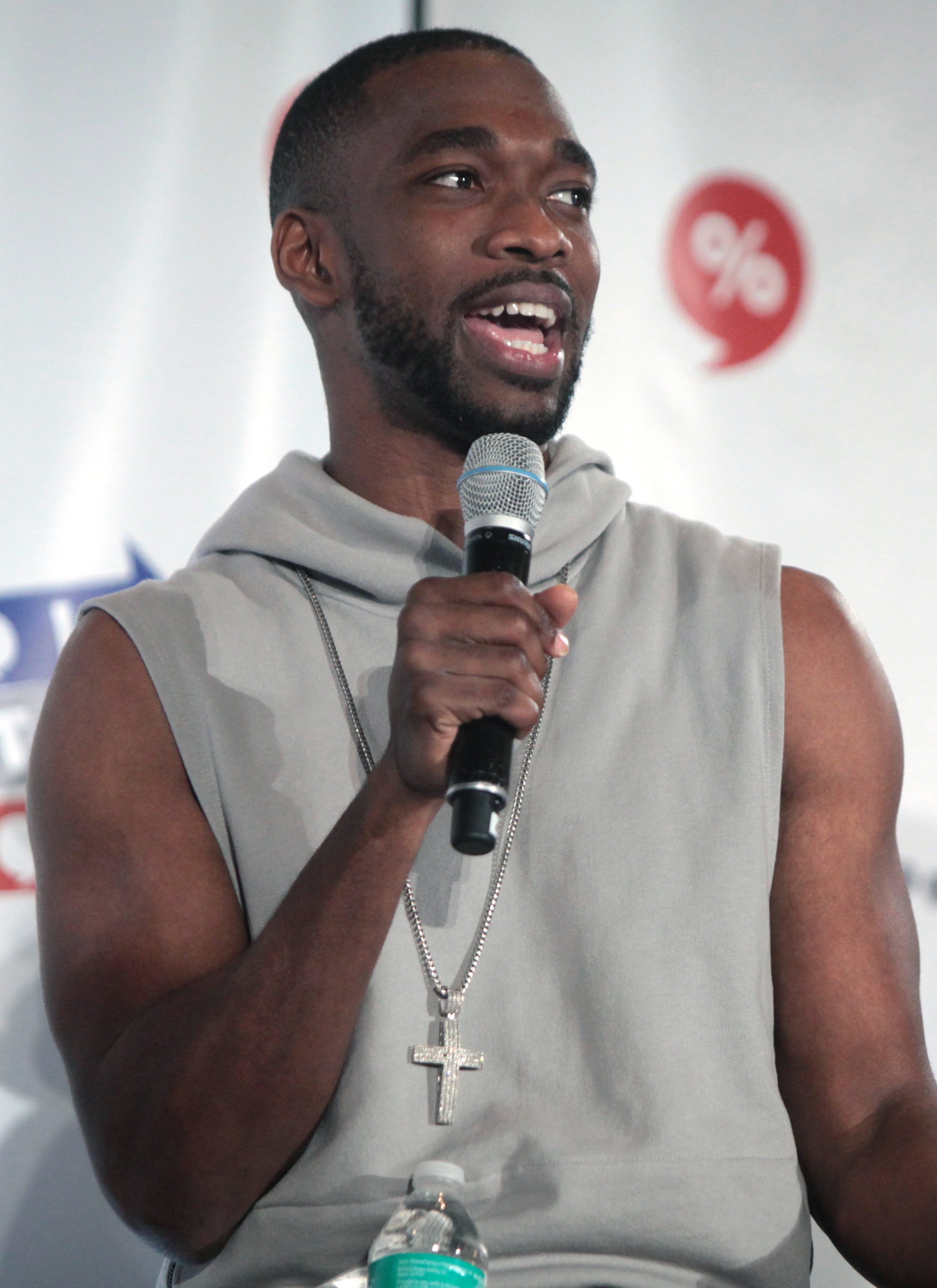
Jay Pharoah (* 1987)

- Pharoahe Monch (* 1972), US-amerikanischer Rapper
- Pharos-Maler, attischer Vasenmaler
- Pharris, Chrystee (* 1976), US-amerikanische Schauspielerin

### Phas
- Phasael († 40 v. Chr.), Stadtkommandant von Jerusalem

### Phat
- Phatcharaphong Prathumma (* 2000), thailändischer Fußballspieler
- Phatsaphon Choedwichit (* 1997), thailändischer Fußballspieler
- Phatsoane, Souru (* 1988), lesothischer Fußballschiedsrichterassistent
- Phattarapong Phengchaem (* 1996), thailändischer Fußballspieler
- Phattharaphol Khamsuk (* 1996), thailändisch-englischer Fußballspieler
- Phattharaphon Jansuwan (* 1997), thailändischer Fußballspieler
- Phattharaphon Kangsopa (* 1996), thailändischer Fußballspieler
- Phattharapong Phengchaem (* 1996), thailändischer Fußballspieler
- Phattharavee Chaisut (* 1997), thailändischer Fußballspieler
- Phatty, M. J. M., gambischer Politiker
- Phatudi, Cedric (1912–1987), südafrikanischer Pädagoge und Politiker

### Phau
- Phau, Björn (* 1979), deutscher TennisspielerBjörn Phau (* 1979)

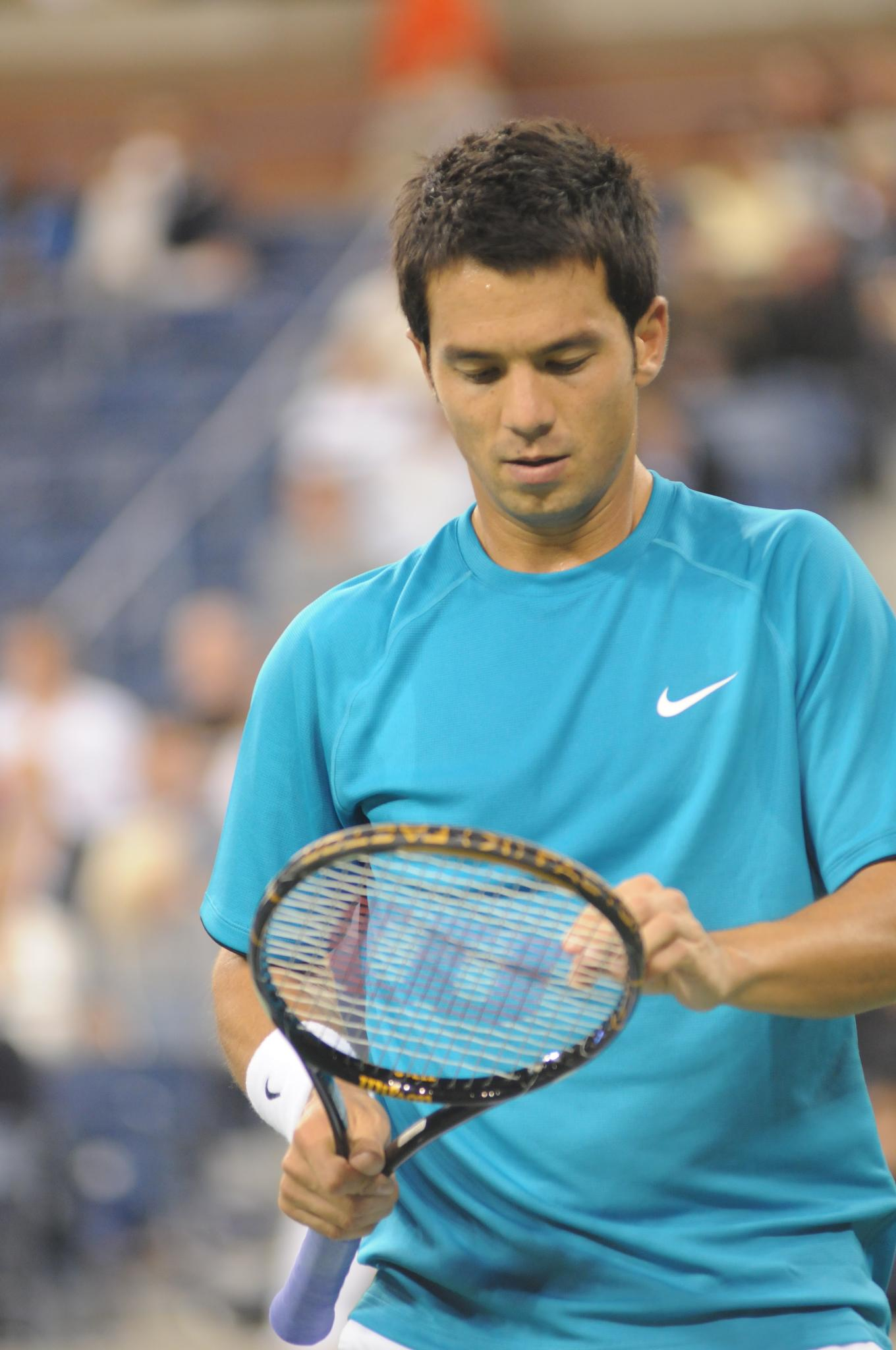
Björn Phau (* 1979)

- Phaulkon, Constantine (1647–1688), griechischer Abenteurer und Kanzler im Königreich von Ayutthaya in Siam
- Phaungkaza Maung Maung (1763–1782), König

### Phav
- Phavaputanon, Krit (* 1992), thailändischer Fußballspieler

### Phay
- Phayao Phoontharat (1957–2006), thailändischer Boxer, Politiker
- Phayllos († 351 v. Chr.), phokischer Herrscher
- Phayong Khunnaen (* 1967), thailändischer Fußballtrainer
- Phayre, Arthur Purves (1812–1885), britischer Generalkommissar, Armeeoffizier und Historiker
- Phayu, König von Lan Na